# Kosmos 2480
Kosmos 2480, ruski izviđački satelit za optičko izviđanje (fotografski, vrsta koja se vraća s filmom) iz programa Kosmos. Vrste je Jantar-4K2M (Kobaljt-M br. 563). 
Lansiran je 17. svibnja 2012. godine u 14:05 s kozmodroma Pljesecka. Lansiran je u nisku orbitu oko planeta Zemlje raketom nosačem Sojuz-U 11A511U. Orbita mu je bila 186 km u perigeju i 255 km u apogeju. Orbitne inklinacije je 81,37°. Spacetrackov kataloški broj je 38335. COSPARova oznaka je 2012-024-A. Zemlju je obilazio u 88,90 minuta. Pri lansiranju bio je mase oko 6700 kg. 
Spušten je iz orbite i vratio se na Zemlju 24. rujna 2012. godine. Iz misije je ostalo jedan dio koji je ostao kružiti u niskoj orbiti pa se vratio u atmosferu.

## Vanjske poveznice
- N2YO.com Search Satellite Database (engl.)
- Celes Trak SATCAT Format Documentation (engl.)
- Kunstman  Arhivirana inačica izvorne stranice od 12. kolovoza 2019. (Wayback Machine) Satellites in Orbit (engl.)